# Eric Engler
Eric Engler (Cottbus, 21 de setembro de 1991) é um desportista alemão que compete no ciclismo na modalidade de pista. Ganhou duas medalhas no Campeonato Europeu de Ciclismo em Pista de 2016, prata no quilómetro contrarrelógio e bronze em velocidade por equipas.

## Medalheiro internacional
| Campeonato Europeu | Campeonato Europeu      | Campeonato Europeu | Campeonato Europeu     |
| Ano                | Lugar                   | Medalha            | Competição             |
| ------------------ | ----------------------- | ------------------ | ---------------------- |
| 2016               | Saint-Quentin ( França) | Medalha de prata   | 1 km contrarrelógio    |
| 2016               | Saint-Quentin ( França) | Medalha de bronze  | Velocidade por equipas |